# Piz Trupchun
Der Piz Trupchun (auch Punta Tropione, 2941 m ü. M. bzw. 2952 m s.l.m.) ist ein Gipfel in den Livigno-Alpen an der Grenze zwischen dem Schweizer Kanton Graubünden und der italienischen Provinz Sondrio in der Lombardei.
Der Piz Trupchun ist nicht sonderlich selbstständig, aufgrund der geringen Schartenhöhe kann man ihn auch als Gratschulter des Piz Chaschauna (3071 m s.l.m.) bezeichnen.

## Lage und Umgebung
Der Verbindungsgrat zum höheren, 1,3 Kilometer westlich liegenden Piz Chaschauna senkt sich vom Piz Trupchun nur wenige Meter ab, bevor er zum Nachbargipfel ansteigt. Neben diesem Grat entsendet der Gipfel zwei weitere Grate: Den Ostgrat, der zum Valle del Saliente hin ausläuft, sowie den Nordostgrat, der sich steil zur weniger als 500 Meter entfernten Fuorcla Trupchun (auch Forcola Torpione, 2779 m) absenkt. Letztere Scharte trennt den Piz Trupchun vom schroffen Monte Saliente (3048 m) im Nordosten. Weiterhin stellt diese Scharte das Talende des Val Trupchun im Nordwesten sowie des Valle del Saliente im Südosten dar.
Westgrat und Nordostgrat des Gipfels bilden die Landesgrenze und gleichzeitig die Grenze des Schweizerischen Nationalparks und des Nationalparks Stilfserjoch.

## Alpinismus
Der leichteste Anstieg führt von der Ponte Calcheira nahe Livigno durch das Valle del Saliente. Oberhalb einer verfallenen Hütte, die
Baita de la Cascia genannt wird, weitet sich das Tal, wobei dieser von welligen Kuppen geprägte Talabschnitt merkwürdigerweise La Stretta (deutsch ‚die Enge‘) heißt. Von dort kann man weglos, aber ohne technische Schwierigkeiten, in südlicher Richtung zu einer Gratkuppe im Ostgrat des Piz Trupchun gelangen. Über den breiten Rücken des Ostgrats gelangt man Gipfel.
Eine weitere Anstiegsmöglichkeit bietet der Nordostgrat von der Fuorcla Trupchun. Zunächst folgt man dabei dem Grat über Blockwerk, dann folgen einige Gratzacken, die man überklettern oder östlich umgehen, zuletzt steigt man über Schutt und Geröll den Gipfel.
Weiterhin kann man auch vom benachbarten Piz Chaschauna zum Piz Trupchun gelangen. Der lange, nahezu ebene Verbindungsgrat weist keine Kletterschwierigkeiten auf, felsigere Abschnitte können auf der Südseite umgangen werden.